# Inflación en Venezuela

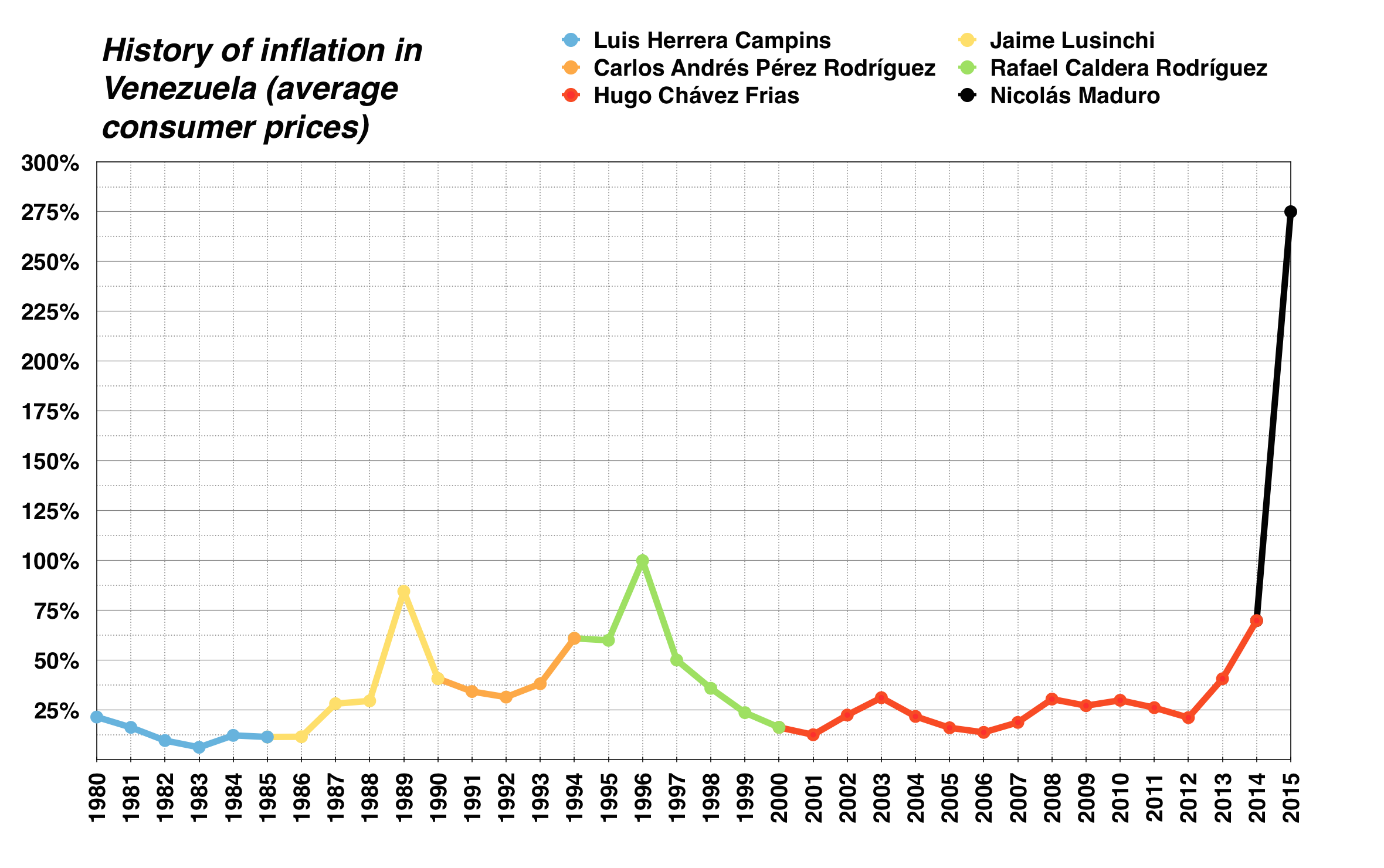
Inflación entre 1980 y 2015 por gobiernos.

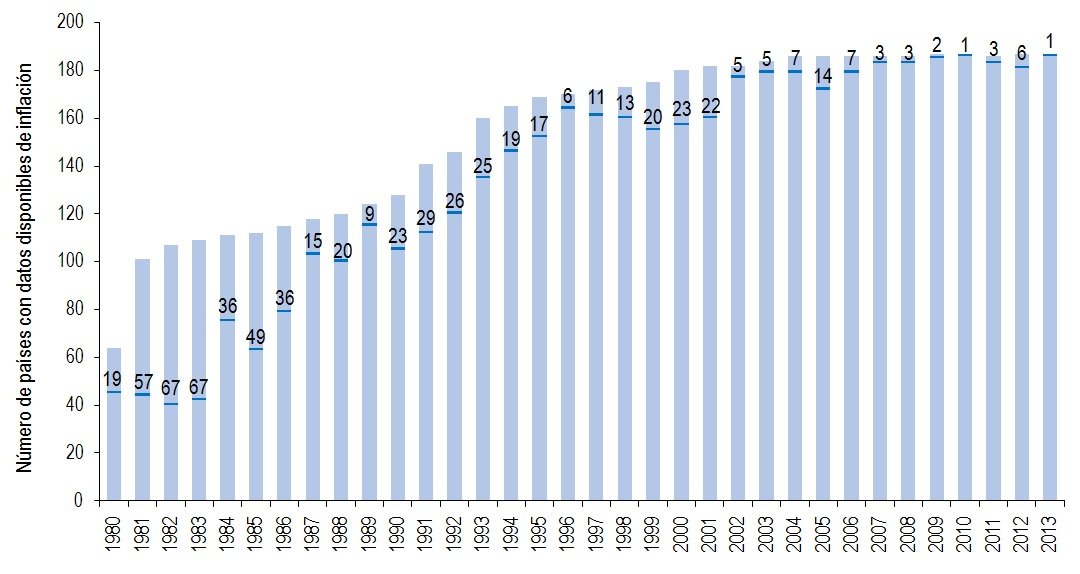
Posición mundial de Venezuela a nivel de inflación (1980-2013), según el Fondo Monetario Internacional. En 2010 y 2013 estuvo en primer lugar.

La inflación en Venezuela ha sido un fenómeno constante en la historia del país que se acentuó desde la segunda mitad del siglo XX, aunque existiendo ocasionalmente períodos de deflación (el último en 1962). A nivel anual, es la segunda mayor inflación del mundo actualmente.
Entre 2017 y 2022 el país atravesó un período de hiperinflación, considerada la peor en la historia americana, y una de las más largas de la historia mundial.

## Causas
Venezuela ha estado históricamente ligada a las políticas aplicadas de cada gobierno que dependen de los precios del barril del petróleo y su estrategia para comercializarla, desde el descubrimiento de yacimientos de este a comienzos del siglo XX, al elevado gasto público y al endeudamiento, que conllevan a la expansión de la liquidez monetaria del bolívar.

## Historia

### sigloXIX
| Año  | Inflación |
| ---- | --------- |
| 1844 | -2,1%     |
| 1845 | 6%        |
| 1846 | 3,4%      |
| 1847 | -4,3%     |
| 1848 | 2%        |
| 1849 | -2%       |
| 1850 | -6,7%     |
| 1851 | 7,9%      |
| 1852 | 2,2%      |
| 1853 | 10,5%     |
| 1854 | 2,8%      |
| x    | x         |

| Año  | Inflación |
| ---- | --------- |
| 1855 | 1,5%      |
| 1856 | 2,3%      |
| 1857 | 4,1%      |
| 1858 | -6,9%     |
| 1859 | 2,6%      |
| 1860 | -0,7%     |
| 1861 | -4,2%     |
| 1862 | -0,5%     |
| 1863 | -0,2%     |
| 1864 | 27,8%     |
| 1865 | -9,8%     |
| x    | x         |

| Año  | Inflación |
| ---- | --------- |
| 1866 | -8,6%     |
| 1867 | 5%        |
| 1868 | -0,6%     |
| 1869 | -8,5%     |
| 1870 | 10,9%     |
| 1871 | 14,9%     |
| 1872 | -7,8%     |
| 1873 | 2,3%      |
| 1874 | -1,6%     |
| 1875 | -1,6%     |
| 1876 | -16,9%    |
| x    | x         |

| Año  | Inflación |
| ---- | --------- |
| 1877 | 18,9%     |
| 1878 | -11,6%    |
| 1879 | -11,5%    |
| 1880 | -6,8%     |
| 1881 | 1,8%      |
| 1882 | 3,3%      |
| 1883 | -0,6%     |
| 1884 | -2,8%     |
| 1885 | -4,4%     |
| 1886 | 9,3%      |
| 1887 | 2,4%      |
| x    | x         |

| Año  | Inflación |
| ---- | --------- |
| 1888 | -0,5%     |
| 1889 | 9,8%      |
| 1890 | 9,7%      |
| 1891 | -3,9%     |
| 1892 | -1,8%     |
| 1893 | -9%       |
| 1894 | 2,9%      |
| 1895 | 3,1%      |
| 1896 | -14,8%    |
| 1897 | -7,3%     |
| 1898 | 2,1%      |
| 1899 | -18,3%    |

### sigloXX
En 1996, durante el segundo gobierno de Rafael Caldera, se registró la mayor inflación registrada en la historia de Venezuela, al alcanzarse la cifra anual de tres dígitos, con 103,7%.
| Año  | Inflación | Ref. |
| ---- | --------- | ---- |
| 1900 | 15,9%     |      |
| 1901 | -2,1%     |      |
| 1902 | -8,1%     |      |
| 1903 | -2,6%     |      |
| 1904 | 3,9%      |      |
| 1905 | 2,8%      |      |
| 1906 | 16,2%     |      |
| 1907 | -3%       |      |
| 1908 | -7,6%     |      |
| 1909 | 4,1%      |      |
| 1910 | 11,6%     |      |
| 1911 | 10,9%     |      |
| 1912 | 4,5%      |      |
| 1934 | -9,8%     |      |
| 1935 | 0,6%      |      |
| 1936 | 7,1%      |      |

| Año  | Inflación | Ref. |
| ---- | --------- | ---- |
| 1937 | 2,2%      |      |
| 1938 | -4,9%     |      |
| 1939 | 0,7%      |      |
| 1940 | -1,1%     |      |
| 1941 | 4,4%      |      |
| 1942 | 5,4%      |      |
| 1943 | 7,1%      |      |
| 1944 | 7%        |      |
| 1945 | 8,6%      |      |
| 1946 | 11,1%     |      |
| 1947 | 10,6%     |      |
| 1948 | 5,7%      |      |
| 1949 | -2,4%     |      |
| 1950 | 5%        |      |
| 1951 | 3,9%      |      |
| 1952 | 0,4%      |      |

| Año  | Inflación | Ref. |
| ---- | --------- | ---- |
| 1953 | -1,7%     |      |
| 1954 | 1,3%      |      |
| 1955 | -0,8%     |      |
| 1956 | 0,8%      |      |
| 1957 | 1,3%      |      |
| 1958 | 2,1%      |      |
| 1959 | 3,6%      |      |
| 1960 | 1,2%      |      |
| 1961 | 1,9%      |      |
| 1962 | -0,8%     |      |
| 1963 | 1,5%      |      |
| 1964 | 1,5%      |      |
| 1965 | 2,6%      |      |
| 1966 | 0,7%      |      |
| 1967 | 0%        |      |
| 1968 | 2,5%      |      |

| Año  | Inflación | Ref.  |
| ---- | --------- | ----- |
| 1969 | 2,1%      |       |
| 1970 | 3,8%      |       |
| 1971 | 2,6%      |       |
| 1972 | 2,9%      |       |
| 1973 | 6,5%      |       |
| 1974 | 11,8%     |       |
| 1975 | 7,9%      |       |
| 1976 | 6,9%      |       |
| 1977 | 8%        |       |
| 1978 | 7,2%      |       |
| 1979 | 12,83%    | [ 7 ] |
| 1980 | 22,89%    | [ 7 ] |
| 1981 | 15,94%    | [ 7 ] |
| 1982 | 8,52%     | [ 7 ] |
| 1983 | 5,85%     | [ 7 ] |
| 1984 | 18,3%     | [ 8 ] |

| Año  | Inflación | Ref.         |
| ---- | --------- | ------------ |
| 1985 | 17,2%     | [ 8 ]        |
| 1986 | 12,7%     | [ 8 ]        |
| 1987 | 40,3%     | [ 8 ]        |
| 1988 | 35,5%     | [ 8 ]        |
| 1989 | 84,47%    | [ 7 ]        |
| 1990 | 40,66%    | [ 7 ]        |
| 1991 | 34,2%     | [ 7 ]        |
| 1992 | 31,43%    | [ 7 ]        |
| 1993 | 38,12%    | [ 7 ]        |
| 1994 | 60.8%     | [ 9 ] [ 10 ] |
| 1995 | 59,92%    | [ 7 ]        |
| 1996 | 103,7%    | [ 6 ]        |
| 1997 | 50,04%    | [ 7 ]        |
| 1998 | 35,78%    | [ 7 ]        |
| 1999 | 20%       |              |
|      | x         |              |

### sigloXXI
En 2015 se registró la mayor inflación de su historia hasta ese momento, récord que se lograría cuatro años seguidos hasta 2018. Entre 2016 y 2018 el Banco Central (BCV) dejó de publicar cifras oficiales, actividad que retomó en 2019, cuando publicó los datos de los años faltantes. A raíz del cese de la publicación de estos reportes anuales, la Comisión Financiera de la Asamblea Nacional publicó sus propios informes, que difieren a los números que publicó el BCV años después.
| Año  | Inflación (BCV) | Ref.   |
| ---- | --------------- | ------ |
| 2000 | 13,4%           |        |
| 2001 | 12,5%           | [ 14 ] |
| 2002 | 31,2%           |        |
| 2003 | 31,1%           | [ 14 ] |
| 2004 | 21,8%           | [ 14 ] |
| 2005 | 15,9%           | [ 14 ] |
| 2006 | 17%             |        |
| 2007 | 22,5%           |        |
| 2008 | 31,4%           | [ 14 ] |
| 2009 | 27,1%           | [ 14 ] |

| Año  | Inflación (BCV) | Ref.   | Inflación (OVF) |
| ---- | --------------- | ------ | --------------- |
| 2010 | 27,2%           | [ 14 ] |                 |
| 2011 | 27,6%           | [ 15 ] |                 |
| 2012 | 21,1%           | [ 14 ] |                 |
| 2013 | 56,2%           | [ 16 ] |                 |
| 2014 | 68,5%           |        |                 |
| 2015 | 180,9%          | [ 17 ] |                 |
| 2016 | 274,4%          |        | 550%            |

#### Hiperinflación
Según el Banco Central de Venezuela, en el primer gobierno de Nicolás Maduro, y a partir de 2017, el país cerró con una inflación anual de 862,6%, comenzando un período de hiperinflación. Según el BCV, la inflación anual en 2018 fue de 130.060% en 2019 de 9585,5%, en 2020 de 2.968,8%, en 2021 de 686,4%.
| Año  | Inflación (BCV) | Ref.  | Inflación (OVF) | Ref.          |
| ---- | --------------- | ----- | --------------- | ------------- |
| 2017 | 862,6%          | [ 3 ] | 2.683,7         | [ 20 ] [ 21 ] |
| 2018 | 130.060%        | [ 3 ] | 1.698.488,2%    | [ 13 ]        |
| 2019 | 9.585,5%        | [ 3 ] | 7.374,4%        | [ 13 ]        |
| 2020 | 2.968,8%        | [ 3 ] | 3.713%          | [ 22 ]        |

#### Post-hiperinflación
Entre enero de 2021 y enero de 2022 el país salió de la hiperinflación, al comenzar a registrarse una inflación menor de 50% mensual durante más de un año seguido, siendo diciembre de 2020 el último mes con una inflación mayor al 50%. Durante 2023 la inflación fue de 189,8%, según el BCV. Para 2024 la inflación acumulada del primer cuatrimestre fue de 10,9%, según el Observatorio Venezolano de Finanzas (OVF).
| Año  | Inflación (BCV) | Ref.   | Inflación (OVF) | Ref.   |
| ---- | --------------- | ------ | --------------- | ------ |
| 2021 | 686,4%          | [ 3 ]  | 660%            | [ 25 ] |
| 2022 | 234,1%          | [ 26 ] | 305,7%          | [ 27 ] |
| 2023 | 189,8%          | [ 23 ] | 193%            | [ 28 ] |
| 2024 | 16.6 %          | [ 29 ] | 67.0%           | [ 30 ] |

## Consecuencias
Una de las consecuencias de la inflación sobre el sistema monetario, específicamente, la hiperinflación, ha sido la dolarización de facto en Venezuela debido a la desconfianza del Banco Central de Venezuela y al descontrol de la liquidez monetaria. El dólar es usado para la adquisición de bienes como dispositivos electrónicos, ropa, repuestos de vehículos y alimentos.

## Análisis histórico
La inflación ha sido, a su vez, un fenómeno constante en la historia económica de América Latina.